# Composé quaternaire
Pour les articles homonymes, voir Quaternaire (homonymie).

Cation ammonium quaternaire. Les substituants R^{x} peuvent être identiques ou différents, ou même connectés (cycles).

En chimie, le terme « composé quaternaire » peut désigner un composé constitué d'exactement quatre éléments chimiques distincts.
En chimie organique, le terme a un autre usage est désigne les composés constitués d'un atome central quaternaire c'est-à-dire dont quatre des valences sont occupés par des  groupes organyles, en particulier des groupes alkyle ou aryle. De par cette définition, il ne peut s'agir que d'atomes potentiellement pentavalents, et il s'agit en général d'atomes de pnictogène (azote, phosphore, arsenic…) qui se retrouvent ainsi chargés positivement (cation).
Les composés quaternaires les plus connus sous les ammoniums quaternaires, dont l'atome central est l'azote . Par exemple, dans la réaction ci-dessous, l'atome d'azote est dit  « quaternisé » en passant de trois à quatre substituants :
{\displaystyle \mathrm {R_{3}N+RCl\longrightarrow R_{4}N^{+}\ Cl^{-}} }
D'autres exemples incluent les sels de phosphonium (R4P+), les sels d'arsonium substitués (R4As+) tels que l'arsénobétaïne, ou certains supraconducteurs contenant de l'arsenic. Certains sels de stibonium (R4Sb+) et de bismuthonium (R4Bi+) ont aussi été décrits.